# Bonde la Ufa
Bonde la Ufa of Rift Valley was de grootste provincie qua oppervlakte van Kenia. De hoofdstad was Nakuru en de provincie had 6.987.036 inwoners (1999). De provincies zijn met de invoering van county's vervallen als bestuurlijke indeling van Kenia.

## Geografie
De provincie is qua oppervlakte de grootste provincie van Kenia en strekt zich uit van Zuid-Soedan in het noorden en Oeganda in het noordwesten, tot aan de grenzen van Tanzania in het zuiden. Verder grenst de provincie, op een na, aan alle andere provincies van Kenia.
De provincie is vernoemd naar de Grote Slenk (Grote Riftvallei), wat een belangrijke toeristische trekpleister is. Het bekendste meer is het Turkanameer in het noordoosten. Nationale parken en natuurreservaten in de provincie zijn het Nationaal park Amboseli, Nationaal park Hells Gate, Nationaal park Lake Nakuru, Nationaal park Saiwa Swamp, het Natuurreservaat Samburu en het Natuurreservaat Masai Mara.
Naast de hoofdstad Nakuru, de op drie na grootste stad van Kenia, zijn andere belangrijke steden Eldoret, Kericho, Kitale, Naivasha, Nanyuki en Nyahururu.

## Bevolking
De provincie is een mengelmoes van verscheidene volkeren. De belangrijkste zijn de Masai in het zuiden, de Kalenjin in het midden en de Turkana in het noorden.
Sinds de onafhankelijkheid vestigden zich duizenden Kikuyu in de Rift, hetgeen herhaaldelijk tot spanningen leidde. Na de verkiezingen van 1992 en van 2007 braken korte oorlogen uit, waarbij Kikuyu van hun land verjaagd werden door Kalenjin.

## Districten
| - Baringo - Bomet - Buret - Kajiado - Keiyo - Kericho - Koibatek - Laikipia - Marakwet |  | - Nakuru - Nandi - Narok - Samburu - Trans-Mara - Trans-Nzoia - Turkana - Uasin Gishu - West-Pokot |